# Synagogue de la rue Sainte-Isaure
La synagogue de la rue Saint-Isaure (Synagogue Montmartre) est située au 13-15 rue Sainte-Isaure, dans le 18e arrondissement de Paris.

## Historique
En 1904 existe à cette adresse un oratoire fréquenté par des juifs russes et polonais. Cet oratoire est transformé en synagogue en 1907 grâce au financement du baron Edmond de Rothschild.
Elle est reconstruite de 1937 à 1939 par les architectes Germain Debré (qui, à la même époque, agrandit la synagogue de Neuilly) et Julien Hirsch. Germain Debré est le fils de Simon Debré, grand-rabbin de Neuilly-sur-Seine, le frère du professeur de médecine Robert Debré et l'oncle du Premier ministre Michel Debré.
Sous l'occupation allemande de Paris, la synagogue Sainte-Isaure est une des synagogues victimes d'un attentat dans la nuit du 2 au 3 octobre 1941, organisé par le Mouvement social révolutionnaire (MSR), parti d'extrême droite fondé par Eugène Deloncle,,.
Michel Meslin (1993) note qu'en 1907, un oratoire est ouvert rue Sainte-Isaure pour les immigrés russes dédaignés.
De 1975 à 2006, le grand rabbin Meyer Zini officie à la synagogue et dirige la communauté de Montmartre pendant plus de trente ans. À son arrivée, cette synagogue ashkénaze est peu fréquentée, voire quasi abandonnée. Il relance alors l’activité communautaire, attire un large public et met en place un Talmud Torah. Sa direction spirituelle, marquée par un fort engagement sioniste et une valorisation centrale de la Terre d’Israël, influence profondément la jeunesse de la communauté, dont une grande partie choisit d’émigrer en Israël.

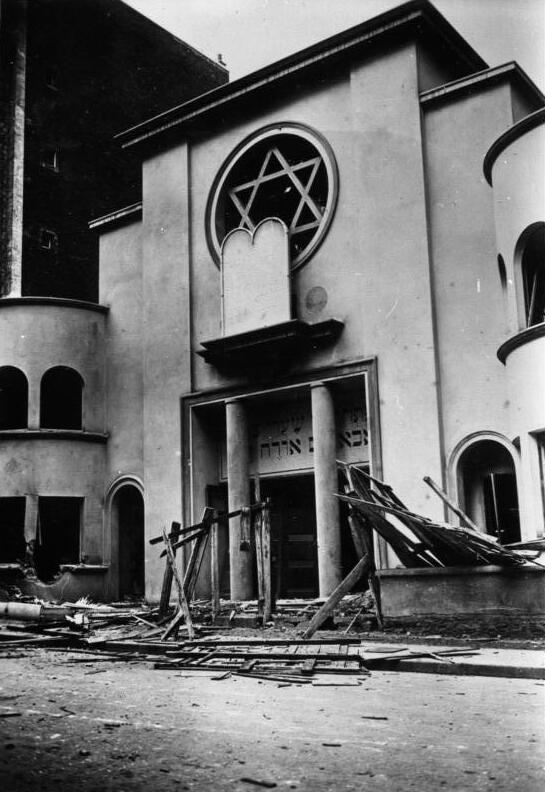
La synagogue après l'attentat du mois d'octobre 1941 (photo de la Bundesarchiv).